# Мирошкинский сельсовет
Мирошкинский сельсовет — сельское поселение в Первомайском районе Оренбургской области Российской Федерации.
Административный центр — село Мирошкино.

## История
9 марта 2005 года в соответствии с законом Оренбургской области № 1907/315-III-ОЗ образовано сельское поселение Мирошкинский сельсовет, установлены границы муниципального образования.

## Население
| 2010 | 2012 | 2013 | 2014 | 2015 | 2016 | 2017 |
| ---- | ---- | ---- | ---- | ---- | ---- | ---- |
| 874  | ↘856 | ↘834 | ↘828 | ↘820 | ↘803 | ↘773 |
| 2018 | 2019 | 2020 | 2021 |      |      |      |
| ↘743 | ↘721 | ↘687 | ↘678 |      |      |      |

## Состав сельского поселения
| № | Населённый пункт | Тип населённого пункта       | Население |
| - | ---------------- | ---------------------------- | --------- |
| 1 | Малочаганск      | посёлок                      | 71        |
| 2 | Мирошкино        | село, административный центр | 803       |